# Germania (Film)
Germania ist ein Dokumentarfilm über die schlagende Studentenverbindung Corps Germania München von Lion Bischof, dessen Langfilmdebüt er ist.

## Inhalt
Der Film begleitet den Alltag von neun Corpsmitgliedern auf ihrem seit 1863 bestehenden Verbindungshaus. Der Fuchsmajor führt die Neuen, die sogenannten „Füchse“, in die Geschichte, Traditionen, Regeln und Pflichten des Corps ein, was für die Füchse, die sich am unteren Ende der hierarchischen Ordnung eines Corps befinden, und sich andauernd beweisen müssen, eine Anstrengung darstellt. Es werden Sitzungen, Konvente, Fuchsenstunden, gemeinsame Sportstunden zur körperlichen Ertüchtigung, Übungsstunden im akademischen Fechten (mit dem Fechtlehrer), um sich auf die verpflichtende Mensur vorzubereiten, eine Veranstaltung, eine Semesterantritts-Kneipe sowie der Besuch eines befreundeten Corps in Hamburg gezeigt. Allgegenwärtig ist das für eine Studentenverbindung stereotype Biertrinken.
Unterbrochen werden die genannten Szenen mehrmals von Monologen der porträtierten Corpsmitglieder.

## Hintergrund
Germania ist das Langfilmdebüt des Münchner Filmemachers Lion Bischof, der im Jahr 2016 für sein Projekt einen langen persönlichen Text an knapp 30 Studentenverbindungen schrieb, von denen drei antworteten: zwei sagten ab und lediglich das Corps Germania München zeigte Interesse. Die Burschenschaften seien dagegen sehr verschlossen, so Bischof, weswegen diese im Vorfeld für das Projekt ausgeschlossen werden konnten. Über Monate hinweg schrieben sich beide Parteien, Bischof besuchte sie und lernte deren Rituale kennen, war bei vielen Veranstaltungen und wurde durch sämtliche Gremien geschickt, musste alle möglichen Vorsitzenden kennen lernen und das Filmvorhaben auf mehreren Ebenen abgesegnen. Anlass für den Film war für Bischof nicht allein die Faszination des Mikrokosmoses Studentenverbindung, sondern „die beunruhigende gesellschaftliche Tendenz in Richtung Nationalismus, Regression und Nostalgie und ihre Auswirkung auf junge Menschen“. Um zu verstehen, warum sich junge Menschen so intensiv in diese Welt einlassen, entschied er sich, dieses Phänomen anhand einer Studentenverbindung zu untersuchen, wo Menschen bereit sind, sich sogar bei der Mensur zu verletzen, um ihren Überzeugungen treu zu bleiben. Bischof hat das Leben und Wirken im Corps Germania über mehrere Monate im Jahr 2016 begleitet und hat vielfältige Antworten auf seine eigenen Fragen zum Filmprojektbeginn gefunden, so Bischof. Darunter „Zugehörigkeit zu einer Gruppe und Freundschaft“, „Halt in festen hierarchischen Strukturen finden“, „Ausflucht aus einer unverständlichen Welt“, „die scheinbar keine Antworten bietet“ oder „das bloße finden einer billigen Unterkunft“. „Sie sind auf der Suche nach etwas, das ihnen fehlt und das sie sonst nirgendwo finden“, so Bischof.
Der Film kam am 7. März 2019 in die deutschen Kinos. Die DVD wurde am 21. Juni 2019 veröffentlicht.
Die Verbindungsleute reagierten gemischt auf den Film. Einige von ihnen lachten über sich selbst, während andere sich angegriffen fühlten. Ein älterer Herr sagte, dass er den Film gut fand, weil er der jungen Generation einen Spiegel vorhält. Er sagte, dass die Verbindungskultur in seiner Generation sehr anders war und weniger heftig, was den Alkoholkonsum oder bestimmte politische Ansichten betrifft.
Der Film kommentiert das Geschehen nicht, sondern „lässt die Bilder sprechen“, es werden keine Infotexte eingeblendet oder die Fragen in den Monologieszenen genannt, was einigen Kritikern missfiel. Musikalische Untermalungen aus den Händen von Matthias Lindermayr werden dezidiert eingesetzt, was in der Kritik sehr gut ankam und mit prämiert wurde (siehe Auszeichnungen).

## Gesungene Lieder
- Das corpseigene „Germanenlied“, das mit dem Liedtext „Das blau-gold-rote Burschenband, das unsere Brust umschlinget. Die schneid’ge Waffe in der Hand, das Lied, das froh erklinget“ beginnt.
- O Tannenbaum
- Wenn alle untreu werden

## Auszeichnungen
Die Deutsche Film- und Medienbewertung (FBW) verlieh dem Film „nach ausgiebiger Diskussion“ das „Prädikat wertvoll“. Der Film dokumentiert, kommentiert aber nicht, was „eine durchaus riskante Nähe zum Objekt erzeugt“, so die Jury-Begründung, die den Film als eine „vielschichtige Dokumentation […] geprägt von Chauvinismus als auch Verletzlichkeit“ beschreibt, die „Suche nach Orientierung, nach Männlichkeit und eine große Portion Hierarchie- und Elitedenken werden hier überdeutlich“.
Matthias Lindermayr erhielt zusammen mit Lion Bischof den Max Ophüls Preis 2018 in der Kategorie „Beste Musik in einem Dokumentarfilm“, weil „[d]ie Musik die Thematik des Films aufgreift und sie in eine in sich geschlossene, konsequente, reduzierte Klangwelt übersetzt“. Darüber hinaus war der Film im Jahr 2018 in der Auswahl beim Internationalen Dokumentarfilmfestival München, Crossing Europe, EDOC – Encuentros del Otro Cine, Sehsüchte Studentenfilm Festival und dem International Film Festival Innsbruck.

## Kritik
„Lion Bischof taucht als stiller Beobachter in den Mikrokosmos der ‚Münchner Germanen‘ ein. Sein kommentarloser Blick ermächtigt das Publikum dazu, das Corpsleben selbst zu beurteilen. Die Jury der Filmbewertungsstelle in Wiesbaden vergab das Prädikat wertvoll erst nach ‚ausgiebiger Diskussion‘ – nicht die schlechteste Würdigung für einen Dokumentarfilm.“

„Gerade weil in Germania dramaturgisch wie formal-ästhetisch mit Ausnahme des innovativen Sounddesigns überhaupt nichts künstlich aufgebauscht wird. Vielmehr vertraut Bischof zusammen mit seinem exzellenten Kameramann Dino Osmanovic der Wirkungsmacht seiner eigenen Bilder: bis hin zum abrupten Ende.“